# 손병희
손병희(孫秉熙, 1861년 4월 8일~1922년 5월 19일)는 천도교(동학)의 지도자요, 제3대 교주이자 대한제국의 독립운동가로, 1919년 3·1 대한 독립 만세 운동 당시의 기미 민족 대표 33인의 일원이다. 본은 밀양(密陽)이고, 충청도 청주목 청원군 생이다
자(字)는 응구(應九)이며, 타지로 망명하던 중에 사용한 가명은 이상헌(李祥憲)이고, 배다른 서얼 매제 최시형(동학 제2대 교주)에게 받은 도호(道號)는 의암(義菴)이다.

## 생애

### 천도교 입도
충청도 청주목(지금의 충청북도 청주시)에서 세금 징수를 담당하는 향리였던 아버지 손의조(훗날 개명하여 손두흥)의 첩실 최씨의 소생의 아들(서자)로 태어났다. 1882년 배다른 조카 손천민의 권유로 동학에 입도했는데, 이는 "모든 사람이 평등하다"는 동학의 교리 때문이었다. 3년 뒤 최시형을 만나 그의 수제자가 되었다. 최시형 선생은 일부러 손병희에게 어려운 문제를 풀게 했는데, 정성껏 문제를 풀려고 애쓰는 모습을 보고 제자로 받아들였다 한다.

### 동학농민운동 가담
1894년 동학농민운동 때는 북접 소속으로서 남접의 전봉준과 함께 관군에 맞서 싸웠으며, 관군과 일본군의 폭력으로 수많은 신도들이 순도(殉道, 순교)를 했다. 관군의 추격을 피해 원산 및 관서지방으로 피신한 그는 동학농민혁명실패로 무너진 동학의 재건과 포교 활동에 큰 공을 세움으로써 1897년 정신적 스승이었던 최시형 선생의 뒤를 이은 제3대 교주가 되었다. 한편 관에 자수한 최시형은 이듬해 혹세무민했다는 죄목으로 처형당함으로써 순도한다. 이후 손병희는 동학운동의 지도자만이 아닌 근대화 운동의 지도자로서의 면모를 보인다. 독립협회 인사 등 개화파 인물들과 만나서 일부는 동학에 입교시켰으며, 이들로부터 개화 사상을 받아들였다.

### 일본 망명
그러던 와중에 동학에 대한 탄압이 거세지면서 먼저 동학에 입교하여, 자신에게 포교했던 조카 손천민이 체포되어 처형당했다. 탄압을 피해 손병희 선생은 안경장수로 변장하여 중국에 피신했으나 '손병희의 망명을 받아들이지 말라'는 조선정부의 압력으로 중국에서 살 수 없었기 때문에, 1901년 일본으로 망명했다. 여기에서도 같은 망명자 신분이었던 오세창, 권동진, 박영효, 조희연 등 개화파 전직 관료들과 교류하였고, 상하이와 메이지 유신(1867년) 이후 개혁의 바람이 불고 있던 도쿄 등을 돌아보면서 인재 양성이 시급함을 깨달았다. 이에 따라 1903년부터 24명의 똑똑한 청년들을 선발하여 일본에 유학시키게 된다. 망명 중 신문 기고 등으로 내정개혁론과 근대화론을 설파하다가 1904년에는 갑진개혁운동을 일으켜, 권동진, 오세창과 더불어 진보회를 조직했다. 회원들에게 머리를 자르고 개화복을 입을 것을 명하는 등 개화 운동의 확산을 위한 단체였다.

### 귀국
1905년에는 동학을 천도교로 개칭하고 1906년 일본에서 귀국했다. 동학교도 즉, 천도교 신도라면 무조건 잡아갈 정도로 천도교를 극심히 탄압하던 대한제국이 외세의 간섭으로 무기력해진 상황이 되었기 때문이다. 또한 천도교 내부에서는 일진회의 송병준, 이용구와 기타 세력 간의 반목이 심해져서, 손병희는 친일 조직인 일진회 인물들에게 출교 처분을 내림으로써 이들과 결별한다.

### 독립운동
귀국 후에는 교령 자리를 박인호에게 승계하고 교육 사업(보성전문학교, 동덕여학단 인수)과 출판사업에 관심을 쏟다가, 1919년 민족대표 33인 중 한 명으로 3·1 운동을 주도했다. 기미독립선언서 낭독 후 일본 경찰에 체포되어 징역 3년형을 선고받았다.

### 최후
병보석으로 출옥한 후 1922년 5월 19일 가족들이 보는 가운데 상춘원에서 별세하였다.

## 사후
- 대한민국 정부는 그의 공훈을 기려 1962년 건국훈장 대한민국장을 추서하였다.
- 충북 청주의 삼일공원에 충북 출신 민족대표 33인인

## 삼전론(三戰論)》(1902), 《명리전(明理傳)》(1903) 등이 있다.
이외에 ＜수수명실록 授受明實錄＞·＜도결 道訣＞·＜천도태원설 天道太元說＞·＜대종정의설 大宗正義說＞·＜교(敎)의 신인시대(神人時代)＞·＜무체법경 無體法經＞·＜성심신삼단 性心身三端＞·＜신통고 神通考＞·＜견성해 見性解＞·＜삼성과 三性科＞·＜삼심관 三心觀＞·＜극락설 極樂說＞·＜성범설 聖凡說＞·＜진심불염 眞心不染＞·＜후경 後經＞·＜십삼관법 十三觀法＞·＜몽중문답가＞·＜무하사＞·＜권도문＞등이 있다.
- 준비시대[8]

## 가족 관계
어린이 운동으로 유명한 방정환은 손병희의 사위로서 천도교와 밀접한 관련이 있다. 방정환의 부친은 천도교 신자였으며, 방정환 자신도 1923년 천도교계 잡지에서 작가로 활동하였고,그가 어린이들에게 구연동화를 들려준 장소도 천도교 회관이었다.
- 증조부 : 손박(孫璞)
  - 조부 : 손광택(孫光澤)
    - 부친 : 손두흥(孫斗興, 이명 손의조(孫懿祖))
    - 전모 : 미상
      - 이복 형 : 손병곤(孫秉坤)
        - 이복 조카 : 손천민(孫天民, 1857년 ~ 1900년 8월 29일), 천도교인으로 삼촌인 손병희와 손병흠을 천도교에 입교시켰다.

  - 외조부 : 최정성(崔正成)
    - 모친 : 경주 최씨
      - 동생 : 손병흠(孫秉欽, 1862년 ~ 1903년), 독립운동가
      - 동생 : 손병권(孫秉權, 1863년 ~ ?)
      - 여동생 : 손조이 -> 손시화(孫召史 -> 孫時嬅, 1864년 8월 4일 ~ 1938년 10월 23일)
      - 매부 : 최시형(崔時亨, 1827년 3월 21일 ~ 1898년)
        - 조카 : 최동희(1890년 1월 4일 ~ 1927년 1월 26일)
        - 조카 : 최동호(1897년 ~ 1930년)
          - 조카손자 : 최익환(1913년 3월 19일 ~ 1999년 6월 14일)
          - 조카손자 : 최진환
          - 조카손녀 : 최문환
            - 조카증손녀 : 최인혜

      - 부인 : 현풍 곽씨, 홍응화(1870년~?), 주옥경[9][10](1894년~1982년, 주병규(朱炳圭)의 딸)
        - 차녀 : 손광화(鄭廣朝, 1899년? ~ ?)
        - 사위 : 정광조(鄭廣朝, 1883년 ~ 1953년)
        - 삼녀 : 손용화(1901년 ~ 1992년 10월 18일)
        - 사위 : 방정환(方定煥, 1899년 11월 9일 ~ 1931년 7월 23일, 아동문학가, 독립운동가 겸 작가, 언론인)
          - 외손자 : 방운용(方云容, 1917년 ~ 2002년 10월 4일), 방하용(方夏容, 1924년 ~ )
            - 3대 이후: 손권후,손민후,손승준 외

## 같이 보기
- 독립유공자로 대한민국장을 수여받은 사람

## 참고자료
- 대한민국 국가보훈처, 이 달의 독립 운동가 상세자료 - 손병희, 1992
- 윤명숙, 《대한영웅전 1》 (국가보훈처, 1995)